# Kanton Saint-Hilaire-de-Villefranche
Kanton Saint-Hilaire-de-Villefranche (fr. Canton de Saint-Hilaire-de-Villefranche) je francouzský kanton v departementu Charente-Maritime v regionu Poitou-Charentes. Skládá se z 10 obcí.

## Obce kantonu
- Aujac
- Aumagne
- Authon-Ébéon
- Bercloux
- Brizambourg
- La Frédière
- Juicq
- Nantillé
- Saint-Hilaire-de-Villefranche
- Sainte-Même